# فهرست درخشان‌ترین ستارگان
| نام ستاره                                           | درخشندگی تابش‌سنجی (برحسب یکاهای خورشیدی) | قدر تابش‌سنجی مطلق | فاصلهٔ تقریبی از منظومهٔ خورشیدی (برحسب سال نوری) | قدر مرئی ظاهری   |
| --------------------------------------------------- | ---------------------------------------- | ----------------- | ----------------------------------------------- | ---------------- |
| آر۱۳۶ای۱ (در ابر ماژلانی بزرگ)                      | ۸٬۷۰۰٬۰۰9                                | −۱۲٫۵             | ۱۶۵٬۰۰۰                                         | ۱۲٫۷۷            |
| ماکیان اب ۲-۱۲                                      | ۶٬۳۰۰٬۰۰۰                                | −۱۲٫۲             | ۵۰۰۰                                            | ۱۱٫۴             |
| اچ دی ۹۳۱۲۹ای                                       | ۵٬۵۰۰٬۰۰۰                                | −۱۲٫۱             | ۷۵۰۰                                            | ۶٫۹۷             |
| اتا شاه‌تخته                                         | ۵٬۰۰۰٬۰۰۰                                | −۱۲٫۰             | ۷۵۰۰                                            | −۰٫۸ تا ۷٫۹      |
| ال بی وی ۲۰-۱۸۰۶ (مدل متوسّط)                        | ۵٬۰۰۰٬۰۰۰                                | −۱۲٫۰             | ۴۰٬۰۰۰                                          | ۸٫۶              |
| کیوپی‌ام-۲۴۱                                         | ۴٬۵۰۰٬۰۰۰                                | −۱۱٫۹             | ۲۵٬۰۰۰                                          |                  |
| پیسمیس ۲۴-۱                                         | ۴٬۲۰۰٬۰۰۰                                | −۱۱٫۸             | ۸۱۵۰                                            | ۱۰٫۴۳            |
| دابلیوآر ۱۰۱ای                                      | ۳٬۷۰۰٬۰۰۰                                | −۱۱٫۶             |                                                 | ۱۳٫۱             |
| دابلیوآر ۱۰۲کی‌ای                                    | ۳٬۷۰۰٬۰۰۰                                | −۱۱٫۶             | ۲۶٬۱۰۰                                          |                  |
| اچ‌دی ۵۹۸۰                                           | ۳٬۴۰۰٬۰۰۰                                | −۱۱٫۵             | ۲۰۰٬۰۰۰                                         | ۱۱٫۵۲            |
| ال‌اس‌اس ۴۰۶۷                                         | ۳٬۰۰۰٬۰۰۰                                | −۱۱٫۴             |                                                 |                  |
| اچ‌دی۹۳۲۵۰                                           | ۲٬۸۰۰٬۰۰۰                                | −۱۱٫۳             | ۱۱٬۰۰۰                                          | ۷٫۵۰             |
| ماکیان اوبی۲ -۸ای                                   | ۲٬۷۵۰٬۰۰۰                                | −۱۱٫۳             | ۳۰۰۰                                            | ۸٫۹۹             |
| وار ۸۳ (در ام۳۳)                                    | ۲٬۲۴۰٬۰۰۰                                | −۱۱٫۱             | ۳٬۰۰۰٬۰۰۰                                       | ۱۶٫۴۰            |
| اچ‌دی۲۶۹۸۱۰ (در ابر ماژلانی بزرگ)                    | ۲٬۲۰۰٬۰۰۰                                | −۱۱٫۱             | ۱۷۰٬۰۰۰                                         | ۱۲٫۲۸            |
| ورای ۹۶-۱۷                                          | ۱٬۸۰۰٬۰۰۰                                | −۱۰٫۹             | ۱۵٬۰۰۰                                          | ۱۷٫۸             |
| ستارهٔ تپانچه (مدل پایین)                            | ۱٬۷۰۰٬۰۰۰                                | −۱۰٫۸             | ۲۵٬۰۰۰                                          |                  |
| زتا¹ کژدم                                           | ۱٬۷۰۰٬۰۰۰                                | −۱۰٫۸             | ۵۷۰۰                                            | ۴٫۶۶ تا ۴٫۸۶     |
| ای‌اف آندرومدا (در ام۳۱)                             | ۱٬۶۰۰٬۰۰۰                                | −۱۰٫۸             | ۲٬۵۰۰٬۰۰۰                                       |                  |
| ال‌وای ارابه‌ران                                      | ۱٬۴۰۰٬۰۰۰                                | −۱۰٫۶             | ۲۰۰۰                                            | ۶٫۸۵             |
| تی‌آر ۲۷-۲۷                                          | ۱٬۳۵۰٬۰۰۰                                | −۱۰٫۵             |                                                 |                  |
| وار بی (در ام۳۳)                                    | ۱٬۱۰۰٬۰۰۰                                | −۱۰٫۴             | ۳٬۰۰۰٬۰۰۰                                       |                  |
| ای‌جی شاه‌تخته                                        | ۱٬۰۰۰٬۰۰۰                                | −۱۰٫۳             | ۶۰۰۰                                            | ۵٫۷ تا ۹٫۰       |
| اس ماهی طلایی                                       | ۸۷۰٬۰۰۰                                  | −۱۰٫۱             | ۱۶۹٬۰۰۰                                         | ۸٫۶ تا ۱۱٫۵ (بی) |
| وار سی (در ام۳۳)                                    | ۶۶۰٬۰۰۰                                  | −۹٫۸              | ۳٬۰۰۰٬۰۰۰                                       |                  |
| پی دجاجه                                            | ۶۳۰٬۰۰۰                                  | −۹٫۷              | ۶۰۰۰                                            | ۴٫۸              |
| رو ذات‌الکرسی                                        | ۵۵۰٬۰۰۰                                  | −۹٫۶              | ۱۲٬۰۰۰                                          | ۴٫۱ تا ۶٫۲       |
| وی۳۸۲ شاه‌تخته                                       | ۵۲۰٬۰۰۰                                  | −۹٫۵              | ۳۰۰۰                                            | ۳٫۹۳             |
| اچ‌آر شاه‌تخته                                        | ۵۰۰٬۰۰۰                                  | −۹٫۵              | ۱۷٬۶۰۰                                          |                  |
| ستارهٔ پلاسکت                                        | ۵۰۰٬۰۰۰ (مدل بالا)                       | −۹٫۴۷             | ۶۶۰۰                                            | ۶٫۰۵             |
| دی‌ال صلیب                                           | ۵۰۰٬۰۰۰                                  | −۹٫۴۷             | ۲۰٬۰۰۰                                          | ۶٫۲۴             |
| ای‌ای زن برزنجیر (در ام۳۱)                           | ۴۵۰٬۰۰۰                                  | −۹٫۴              | ۲٬۵۰۰٬۰۰۰                                       |                  |
| وی‌وای سگ بزرگ                                       | ۴۵۰٬۰۰۰                                  | −۹٫۴              | ۴۹۰۰                                            | ۶٫۵ تا ۹٫۶       |
| خی² شکارچی                                          | ۴۲۰٬۰۰۰                                  | −۹٫۳              | ۵۳۰۰                                            | ۴٫۶۵             |
| ماکیان ایکس یک                                      | ۳۹۰٬۰۰۰                                  | −۹٫۲۵             | ۶۱۰۰                                            | ۸٫۹              |
| نظام                                                | ۳۸۰٬۰۰۰                                  | −۹٫۲              | ۱۳۰۰                                            | ۱٫۷۰             |
| کی‌دابلیو کمان                                       | ۳۷۰٬۰۰۰                                  | −۹٫۱۷             | ۱۰٬۰۰۰                                          | ۸٫۹              |
| زتا کشتیدم                                          | ۳۶۰٬۰۰۰                                  | −۹٫۰              | ۱۰۹۰                                            | ۲٫۲۱             |
| وی۳۵۴ قیفاووس                                       | ۳۶۰٬۰۰۰                                  | −۹٫۱۵             | ۹۰۰۰                                            | ۱۰٫۸۲ تا ۱۱٫۳۵   |
| آردبلیو قیفاووس                                     | ۳۵۰٬۰۰۰                                  | −۹٫۱۱             | ۱۱٬۵۰۰                                          | ۶٫۵۲             |
| وی۵۰۹ ذات الکرسی                                    | ۳۵۰٬۰۰۰                                  | −۹٫۱۱             | ۷۸۰۰                                            | ۵٫۱۰             |
| مو قیفاووس (ستارهٔ نارسنگ)                           | ۳۴۰٬۰۰۰                                  | −۹٫۰۸             | ۱۹۰۰                                            | ۴٫۰۴             |
| وی‌وی قیفاووس ای                                     | ۳۱۵٬۰۰۰                                  | −۹٫۰              | ۲۴۰۰                                            | ۴٫۹۱             |
| اتا سگ بزرگ                                         | ۳۰۰٬۰۰۰                                  |                   | ۲۰۰۰                                            | ۲٫۴۵             |
| نو عقاب                                             | ۳۰۰٬۰۰۰                                  |                   | ۳۰۰۰                                            | ۴٫۶۹             |
| دابلیوااچ جی۶۴                                      | ۲۸۰٬۰۰۰                                  |                   | ۱۶۳٬۰۰۰                                         |                  |
| کی‌وای ماکیان                                        | ۲۷۰٬۰۰۰                                  | −۸٫۸۴             | ۵۰۰۰                                            |                  |
| تتا¹ شکارچی سی                                      | ۲۲۰٬۰۰۰                                  | −۸٫۶              | ۱۵۰۰                                            | ۵٫۱۳             |
| ۶ ذات‌الکرسی                                         | ۲۰۰٬۰۰۰                                  |                   | ۸۱۰۰                                            | ۵٫۵۵             |
| ابط‌الجوزا                                           | ۱۳۵٬۰۰۰                                  |                   | ۶۴۳                                             | ۰٫۵۸             |
| نطاق                                                | ۱۰۰٬۰۰۰                                  | −۷٫۸              | ۷۰۰                                             | ۱٫۷۹             |
| وی‌وی قیفاووس بی                                     | ۱۰۰٬۰۰۰                                  | −۷٫۸              | ۲۴۰۰                                            |                  |
| ستاره‌های شناخته‌شدهٔ زیر به‌منظور مقایسه آورده شده‌اند. |                                          |                   |                                                 |                  |
| رجل‌الجبّار                                           | ۸۵٬۰۰۰                                   | −۷٫۳              | ۷۷۲                                             | ۰٫۱۲             |
| قلب‌العقرب                                           | ۶۶٬۰۰۰                                   | −۷٫۲              | ۶۰۰                                             | ۰٫۹۲             |
| دنب                                                 | ۵۴٬۰۰۰                                   | −۶٫۹۵             | ۱۴۰۰                                            | ۱٫۲۵             |
| سهیل                                                | ۱۲٬۹۰۰                                   | −۵٫۵۳             | ۳۱۰                                             | −۰٫۶۲            |
| آخرالنهر                                            | ۳٬۳۰۰                                    | −۴٫۰۵             | ۱۳۹                                             | ۰٫۴۶             |
| بتا شلیاق                                           | ۲٬۹۰۰                                    | −۳٫۹۱             | ۹۶۰                                             | ۳٫۵۲             |
| جدی                                                 | ۲٬۲۰۰                                    | −۳٫۶              | ۴۳۳                                             | ۱٫۹۷             |
| دبران                                               | ۳۵۰                                      | −۰٫۶۳             | ۶۵                                              | ۰٫۸۵             |
| نگهبان شمال (سماک رامح)                             | ۲۱۰                                      | −۰٫۳۱             | ۳۷                                              | −۰٫۰۴            |
| سروش (عیوق)                                         | ۷۸٫۵                                     | ۰٫۴               | ۴۲                                              | ۰٫۰۸             |
| رأس پیکر پیشین (کاستور)                             | ۵۰                                       | ۰٫۵               | ۵۰                                              | ۱٫۹۸             |
| کرکس نشسته                                          | ۳۷                                       | ۰٫۵۸              | ۲۵                                              | ۰٫۰۰             |
| شباهنگ                                              | ۲۵٫۴                                     | ۱٫۴               | ۸٫۶                                             | −۱٫۴۶            |
| آلفا قنطورس ای                                      | ۱٫۵۱۹                                    | ۴٫۳۸              | ۴٫۴                                             | −۰٫۰۱            |
| خورشید                                              | ۱٫۰۰                                     | ۴٫۸۳              |                                                 | −۲۶٫۷۴           |